# Jean Cadilhac
Jean Cadilhac, né le 11 octobre 1931 à Fraisse-Cabardès et mort le 27 octobre 1999 à Nîmes, est un prélat français, évêque de Nîmes.

## Biographie
Jean Lucien Marie Joseph Cadilhac est né le 11 octobre 1931 à Fraisse-Cabardès. Après des études classiques au petit puis au grand séminaire de Montauban de 1949 à 1955, il est ordonné prêtre pour le diocèse de Montauban le 29 juin 1955.
Il devient successivement vicaire de la paroisse de Castelferrus (1955) puis de Labastide-du-Temple (1962), aumônier du Mouvement rural de jeunesse chrétienne (1964), puis Chrétiens dans le monde rural (1966, avec résidence à Paris), curé de la paroisse de Castelsarrasin (1972).
Après avoir été nommé évêque auxiliaire d'Avignon le 5 septembre 1973 (le plus jeune de France), il est ordonné évêque de Segermès (de) (Tunisie) le 14 octobre 1973 par Roger Tort, à la cathédrale de Montauban.
Il devient évêque de Nîmes, Uzès et Alès le 5 avril 1978, où il succéda à Mgr Rougé originaire, comme lui, du département de l'Aude, et le restera jusqu'à sa mort.
Favorable à la corrida, il assiste régulièrement à celles qui se tiennent à Nîmes.
En 1998, il prend position contre le Front national. L'année suivante, il meurt des suites d'un cancer.